# Jérémy Marie
Œuvres principales
Mon tour du monde en 1980 jours (2013)
Jérémy Marie est un écrivain-voyageur français né le 12 mars 1984 à Rouen. Il est l'auteur du récit de voyage Mon tour du monde en 1980 jours, résumant son tour du monde en auto-stop réalisé entre le 8 octobre 2007 et le 12 mars 2013.

## Biographie

### Jeunesse
Jérémy Marie grandit dans la banlieue de Rouen jusqu'en 2004, puis il part vivre une année à Llandrindod Wells au Pays de Galles pour y apprendre la langue anglaise. À son retour en 2005, il effectue un tour d'Europe en auto-stop qui le conduit de France jusqu'aux Pays baltes. En 2006, il effectue un tour de France en auto-stop, prélude au tour du monde qu'il souhaite débuter de la même manière en 2007.

### Tour du monde en stop

#### Itinéraire
Le 8 octobre 2007, Jérémy Marie commence son tour du monde en auto-stop depuis Caen en Basse-Normandie. Son itinéraire le conduit à travers l'Europe par les Balkans jusqu'en Turquie. Il décide de continuer son voyage par le Proche-Orient en direction de l'Afrique, continent qu'il traverse par son côté est jusqu'en Afrique du Sud. En janvier 2008, il quitte la ville du Cap en tant qu'équipier sur un catamaran et traverse l'océan Atlantique jusqu'à Panama, qu'il atteint en mars 2008. Il reprend la route en direction de l'Amérique du Nord, traversant l'Amérique centrale, le Mexique, les États-Unis jusqu'en Alaska, puis redescend vers l'Amérique du Sud jusqu'à Ushuaïa. En mars 2010, il embarque à Carthagène des Indes  en Colombie en tant qu'équipier à bord du voilier Khamsin et traverse l'Océan Pacifique jusqu'à Auckland en Nouvelle-Zélande. Ce périple que Jérémy Marie effectue en « bateau-stop » l'amène pendant quatre mois successivement sur les îles des Galápagos, aux Marquises, à Tahiti, à Niue, à Nuku'alofa aux Tonga et en Nouvelle-Zélande. Depuis Auckland, il continue son périple en porte-conteneurs vers Brisbane en Australie, puis de Darwin fait de l'« avion-stop » jusqu'à Bali en Indonésie. Il parcourt l'Asie du Sud-Est, la Chine, l'Asie centrale, l'Iran et l'Europe une nouvelle fois pour achever son périple à son point d'origine à Caen le 12 mars 2013.

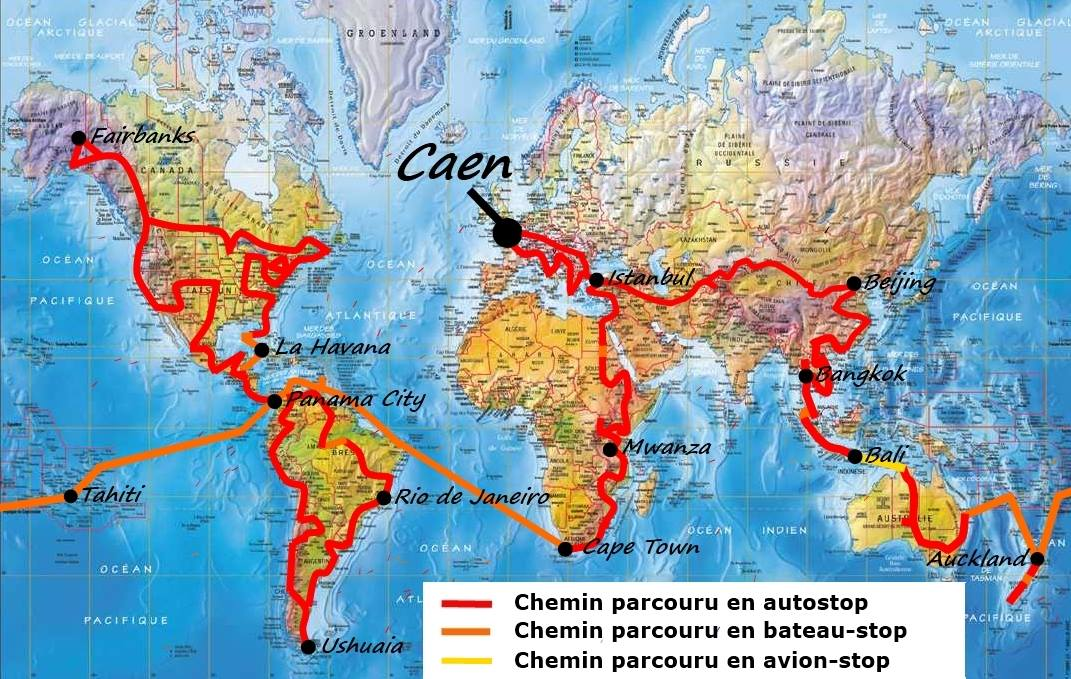
Itinéraire du tour du monde en stop (2007-2013).
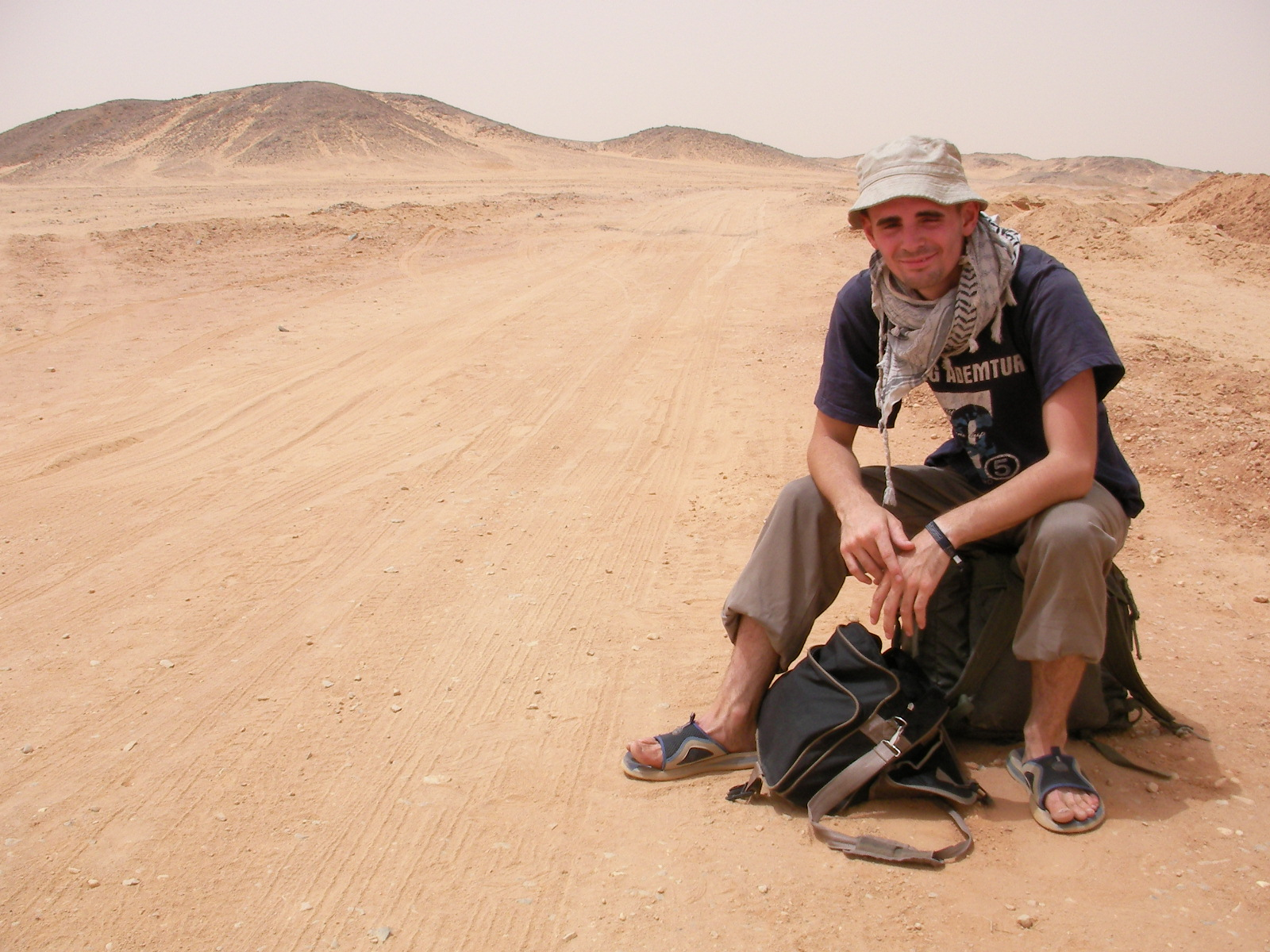
Attente au bord de la route à Wadi Alfa, Soudan.
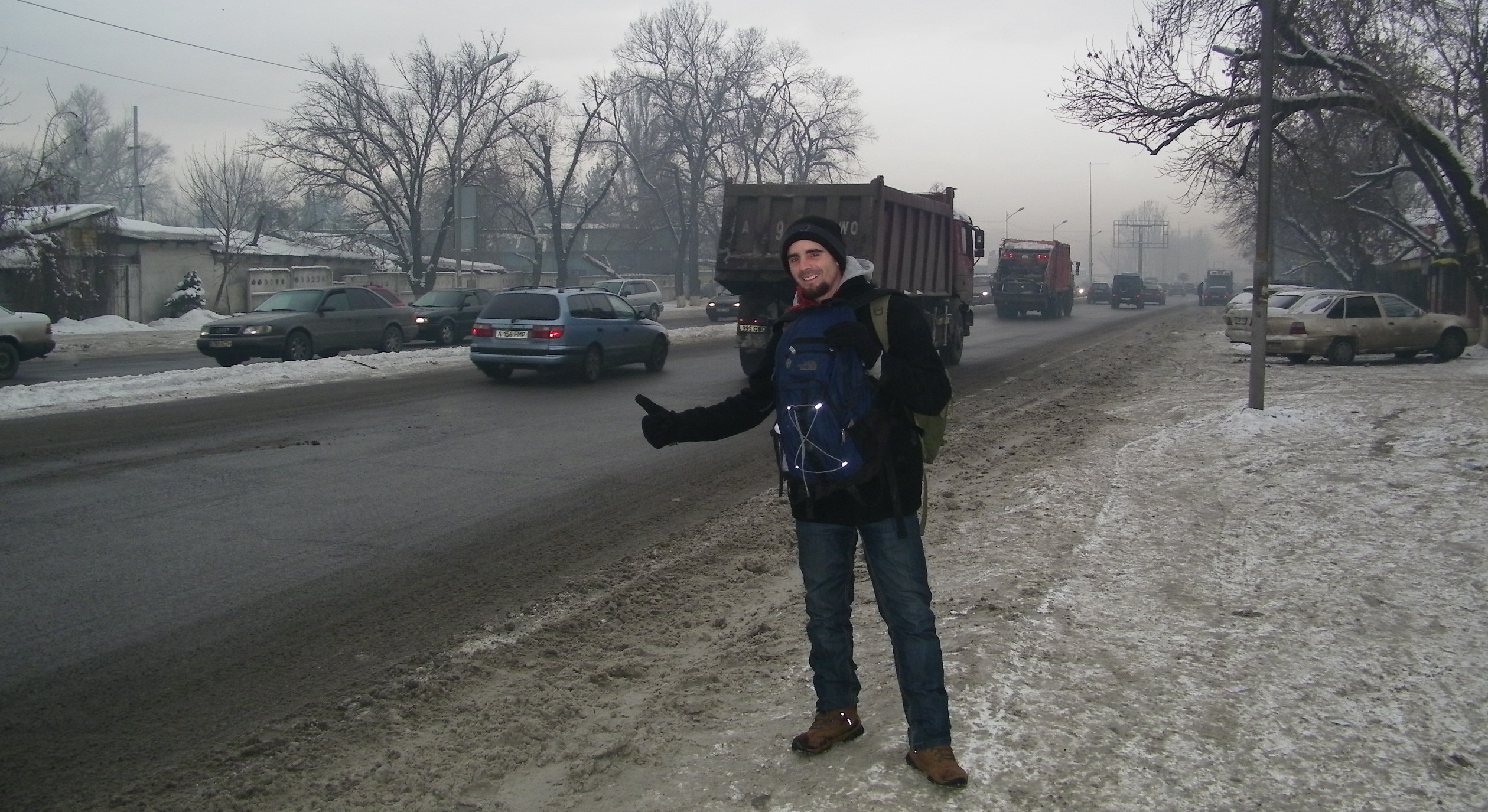
En situation d'auto-stop. Almaty, Kazakhstan.

#### Faits de route
Durant son tour du monde en stop, Jérémy Marie a parcouru 180 700 kilomètres, empruntant 1752 véhicules différents et voyageant dans 71 pays et territoires,. Pendant une partie de son voyage, il a entretenu une correspondance avec les élèves de l'école primaire Le Clos Herbert de Caen afin de partager les informations qu'il collectait sur la route.
Lors de son passage à Bali, Jérémy Marie a rencontré sa fiancée indonésienne Herdiwati Sidabutar, avec qui il partage aujourd'hui sa vie,.